# Cergău
Cergău (in ungherese Magyarcserged), è un comune della Romania di 1 574 abitanti, ubicato nel distretto di Alba, nella regione storica della Transilvania.
Il comune è formato dall'insieme di tre villaggi: Cergău Mare (sede del comune), Cergău Mic, Lupu.
I tre villaggi che compongono il comune vengono citati per la prima volta in alcuni documenti risalenti all'inizio del XIV secolo, in particolare tra il 1302 ed il 1306.